# Jekaterina Filippowna Lachowa

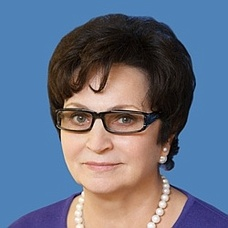
Jekaterina Filippowna Lachowa

Jekaterina Filippowna Lachowa, geboren Schutowa, (russisch Екатерина Филипповна Лахова, Девичья фамилия - Шутова; * 26. Mai 1948 in Swerdlowsk) ist eine sowjetische bzw. russische Kinderärztin und Politikerin.

## Leben
Lachowa aus der Arbeiterfamilie Filipp Jefimowitsch Schutow und Marfa Petrowna Schutowa studierte in Swerdlowsk ab 1966 an der Staatlichen Medizinischen Ural-Universität mit Abschluss 1972 als Kinderärztin. Nachdem sie während des Studiums als Krankenschwester gearbeitet hatte, wurde sie nun Kinderärztin im Städtischen Krankenhaus Swerdlowsk, wo sie eine Facharztausbildung absolvierte und auch Leitungsfunktionen übernahm. Ab 1981 war sie in der Stadtverwaltung Swerdlowsk für die Gesundheit von Müttern und Kindern zuständig und arbeitete ab 1987 in entsprechender Weise im Exekutivkomitee der Oblast Swerdlowsk.
Nach der sowjetischen Verfassungsänderung 1989 wurde Lachowa 1990 zur Volksdeputierten der RSFSR gewählt und wurde Mitglied des Hauptkomitees für Frauenangelegenheiten, Familienschutz, Mutterschaft und Kindheit. Bis 1991 war sie Mitglied der KPdSU. Am 12. Dezember 1991 stimmte sie als Mitglied des Obersten Sowjets der RSFSR der Ratifikation der Belowescher Vereinbarungen zur Auflösung der UdSSR zu. Von August 1992 bis Januar 1994 war sie Beraterin des Präsidenten der Russischen Föderation für Fragen der Familie, Mutterschaft und Kindheit. Anschließend wurde sie Vorsitzende der Kommission für Fragen zu Frauen, Familie und Demografie beim Präsidenten der Russischen Föderation.
Im Oktober 1993 gehörte Lachowa zu den Organisatorinnen der politischen Bewegung Frauen Russlands und wurde am 12. Dezember 1993 in die neue Staatsduma gewählt, in der sie die Fraktionsvorsitzende der Frauen Russlands wurde. Bei der nächsten Dumawahl 1995 wurde sie in einem Wahlkreis der Oblast Uljanowsk gewählt und trat in die Fraktion der Regionen Russlands ein. Als Folge eines Konflikts mit Alewtina Fedulowa verließ sie die Bewegung  Frauen Russlands und gründete ihre eigene politische Bewegung Frauen Russlands (DSchR).
An der Moskauer Staatlichen Sozialuniversität (1978 als Parteihochschule der KPdSU gegründet, seit 2004 Russische Staatliche Sozialuniversität) verteidigte Lachowa ihre Dissertation über die soziale und politische Anpassung der russischen Frauen in den Jahren der Reformen in den 1990er Jahren und wurde zur Kandidatin der Politikwissenschaften promoviert.
In der Bewegung Vaterland Juri Luschkows trat Lachowa 1998 in den Koordinationsrat ein, um nach der Gründung der Wahlbewegung Vaterland - ganz Russland auf den 4. listenplatz der Föderationsliste der Bewegung gesetzt zu werden.
Nach der Gründung der Partei Einiges Russland gehörte Lachowa zum Generalrat der Partei. Bis zum Ende ihres Abgeordnetenmandats blieb sie Mitglied dieser Partei und Abgeordnete auf deren Liste.
Als die Duma der Oblast Brjansk Lachowa zu ihrer Abgeordneten im Föderationsrat wählte, beschloss die Staatsduma das Gesetz zur vorzeitigen Beendigung des Duma-Mandats Lachowas, sodass Lachowa am 30. September 2014 ihr Amt im Föderationsrat antreten konnte. Sie wurde Mitglied des Komitees für Föderationsaufbau, Regionalpolitik, lokale Selbstverwaltung und Angelegenheiten des Nordens. Ihre fünfjährige Amtszeit endete am 27. September 2019, worauf Galina Solodun das Amt übernahm.
Lachowa hatte mit 19 Jahren geheiratet und hat einen Sohn. Das Ehepaar hatte 2011 ein Jahreseinkommen von 2,9 Millionen Rubel. Es besitzt ein Grundstück (1200 Quadratmeter), ein Wohnhaus und 2 Wohnungen. Für 2017 wurde ein gemeinsames Einkommen von 5.660.000 Rubel angegeben.

## Ehrungen, Preise
- Dank des Präsidenten der Russischen Föderation (1996, 1998, 2002)[6]
- Nationaler Olimpija-Preis d für Anerkennung der Leistungen von Frauen der Russischen Akademie für Business und Unternehmertum (2001)
- Orden der Ehre (2003)[7]
- Verdienstorden für das Vaterland IV. Klasse (2008)[4]
- Orden der Freundschaft (2015)[8]
- Alexander-Newski-Orden (2023)